# 高崎蓉子
高崎 蓉子（たかさき ようこ、1960年6月2日 - ）は、日本の元女優。本名は高崎 桂子。
東京都出身。エヌ・エー・シーに所属していた。特技はモダンダンス。

## 出演作品

### テレビドラマ
- 銀河テレビ小説 幸せのとなり（1979年）[1]
- 太陽にほえろ!
  - 第392話「流れ者」（1980年）
  - 第440話「強き者よ、その名は…」（1981年）
  - 第454話「スコッチ、市民を撃つ」（1981年） - 武蔵に襲われた女
  - 第500話「不屈の男たち」（1982年） - 杉田の娘
- 西遊記II 第14話「鬼女妖怪 狙われた新婚夫婦」（1980年）
- ウルトラマン80 第25話「美しきチャレンジャー」（1980年） - UGM訓練生
- ぼくら野球探偵団 第18話「ミイラの呪い? 透明人間赤マント」（1980年） - 水泉奈保子
- 特捜最前線 第184話「慕情」（1980年）
- 刑事犬カール2（1981年）
- 同心暁蘭之介 第29話「死の花嫁行列」噂の刑事トミーとマツ（1982年）
- 大江戸捜査網 第3シリーズ 第515話「姫が消えた非情の囮作戦」（1983年）
- ザ・ハングマンV 第8話「みなしご小学生が大金持ちにさせられる!」（1986年） - 浅野かずこ
- 仮面ライダーBLACK 第42話「東京-怪人大集合」（1988年）
- 遠眼鏡の中の女（1990年）

### 映画
- 漂流（1981年）
- ピンクのカーテン（1982年） - 絵理